# Lista episoadelor din Beyblade Metal Fusion
Această listă cuprinde toate episoadele serialului Beyblade Metal Fusion.

## Lista episoadelor
| Nr. Ep | Titlul român                              | Titlul englez                              |
| ------ | ----------------------------------------- | ------------------------------------------ |
| 1      | Pegasus A Aterizat!                       | Pegasus Has Landed!                        |
| 2      | Ragetul Lui Leone                         | Leone's Roar!                              |
| 3      | Ambiția Lupului                           | The Wolf's Ambition!                       |
| 4      | Încarcă! Puterea Taurului                 | Charge! Bull Power!                        |
| 5      | Gasher Răzbunătorul                       | Vengeful Gasher                            |
| 6      | Provocarea Lui Aquario                    | Aquario's Challenge                        |
| 7      | E Mișcarea Noastră Specială! Sagittario   | It's Our Special Move! Sagittario          |
| 8      | Capcana Periculoasă A Lui Merci           | Merci's Dangerous Trap                     |
| 9      | Contra Atacul Lui Leone                   | Leone's Counterattack                      |
| 10     | Luptă Încinsă! Gingka Împotriva Lui Kyoya | Heated Battle! Gingka Versus Kyoya         |
| 11     | Urmăriți Lupul                            | Chase The Wolf!                            |
| 12     | Intrarea În Castelul Dark Nebula          | Infiltrate The Dark Nebula's Castle!       |
| 13     | Revenirea Lui L-Drago                     | L-Drago Awakens!                           |
| 14     | Amintiri Despre Ryo                       | Memories of Ryo                            |
| 15     | Misteriosul Hyoma                         | Mysterious Hyoma                           |
| 16     | Magnificul Aries                          | The Magnificent Aries                      |
| 17     | Silver Pegasus                            | The Silver Pegasus                         |
| 18     | Iadul Verde                               | The Green Hades                            |
| 19     | Câștigă Lupta De Dublu                    | Conquer the Tag-Team Battle!               |
| 20     | Începe Lupta De Supraviețuire             | Begin! The Survival Battle!                |
| 21     | Războinici Pe O Insulă Pustie             | Warriors on a Deserted Island              |
| 22     | Teribila Libra                            | The Fearsome Libra                         |
| 23     | Drumul Spre Bladerii Luptători            | The Road to the Battle Bladers             |
| 24     | Vulturul Magnific                         | The Beautiful Eagle                        |
| 25     | Capricorn Țintașul                        | The Sniper Capricorne                      |
| 26     | Tsubasa Zboară Spre Întuneric             | Tsubasa Flies Into The Dark                |
| 27     | Intruși în meciul de probă                | Intruders in the Challenge Match           |
| 28     | Marea operațiune ursuză a lui Dark Gasher | Dark Gasher's Big, Crabby-Crabby Operation |
| 29     | Kenta și Sora                             | Kenta and Sora                             |
| 30     | Pești Vrăjiți                             | The Bewitching Pisces                      |
| 31     | Gemenii Gemios                            | The Twin Gemios                            |
| 32     | Bătălia regală și furtunoasă              | The Stormy Battle Royal                    |
| 33     | Jurământul Phoenix-ului                   | The Oath of the Phoenix                    |
| 34     | Virgo Strălucește                         | Shine, Virgo!                              |
| 35     | L-Drago pe fugă                           | L-Drago, on the Move                       |
| 36     | Aripi Stricate                            | Broken Wings                               |
| 37     | Poțiunea de moarte a lui Rock Scorpio     | Rock Scorpio's Deadly Poison               |
| 38     | Fugi, Gingka!                             | Run, Gingka!                               |
| 39     | Phoenix contra Pegasus                    | Clash! The Phoenix vs The Pegasus          |
| 40     | Haideți, Blader-ilor                      | GO! Battle Bladers!                        |
| 41     | Teroarea Șarpelui                         | The Serpent's Terror                       |
| 42     | Pedeapsa Dragonului                       | The Dragon's Punishment                    |
| 43     | Puntea Măsluită                           | The Deck is Stacked                        |
| 44     | Emoții Încredințate                       | Entrusted Emotions                         |
| 45     | Contraatacul Vulturilor                   | Eagle Counterattacks                       |
| 46     | Libra Dispare                             | Libra Disappears                           |
| 47     | Obligații de Oțel                         | Bonds of Steel                             |
| 48     | Adevărul despre lumină și Întuneric       | The Truth About Light and Darkness         |
| 49     | Bătălie feroce! Leu contra Dragon         | Fierce Battle! Lion VS Dragon              |
| 50     | Furioasa Batalie Finală!                  | The Furious Final Battle!                  |
| 51     | Spiritul Blader-ului                      | Blader's Spirit                            |